# Aurora Miret Bernad
Aurora Miret Bernad (Huesca, 1877-Zaragoza, 1936) fue una maestra y política española que, en 1927, se convirtió en una de las primeras concejalas del Ayuntamiento de Zaragoza y de toda España.

## Biografía
Hija de Carolina Bernad y Pedro Juan Miret, fue la tercera de entre cinco hermanos.

### Maestra
En 1898  trabajaba de interina de la Escuela Normal de Palencia y en 1900 ocupaba el cargo de directora de la Escuela Normal de León. Ganó un concurso de traslado y en 1906 llegó a la Escuela Normal de Zaragoza como profesora de Geografía e Historia, aunque posteriormente también impartió Gramática, Literatura e Historia de la Literatura. Las maestras aragonesas fueron intelectualmente muy activas y pioneras en la investigación pedagógica. Defendieron el derecho de las niñas a estudiar y la escolarización como única forma de progreso social.

El estudio no es ocupación indecorosa para ningún hombre sea cual fuere la clase social a que pertenezca, ¿por qué ha de ser imperfección en la mujer lo que al hombre perfecciona? No usurpa aquella derechos ajenos ni al instruirse altera el orden natural establecido por Dios. En el orden práctico es interesantísima la formación completa de media humanidad condenada fatalmente a la ignorancia y por esta al ridículo, sobre todo, por parte de aquellos mismos que obstinadamente se oponen a que la verdad sea cultivada en inteligencias hasta ahora casi vírgenes.
Donaciana Cano Iriarte - Revista del Ateneo de Zaragoza (1916)

### Actividad social
En 1917 ingresó en la Junta de Damas de la Cruz Roja, una sección de la Asamblea de Zaragoza fundada en 1870 para canalizar las actividades de voluntariado y caridad que realizaban las mujeres de la ciudad.

### Contexto histórico
Durante los años de la dictadura de Primo de Rivera las mujeres pudieron hacerse más presentes en las instituciones sociales y políticas, reconociéndoselas también, pero bajo determinados requisitos, su capacidad de electoras y elegibles.
El 8 de marzo de 1924 se aprobó el Estatuto Municipal que derogó, a partir del 1 de abril, todas las leyes, reales decretos, órdenes, reglamentos y demás disposiciones referentes a la administración municipal vigentes hasta el momento. En su artículo 51 se disponía que en el censo electoral de cada municipio se formaría un apéndice integrado por las españolas mayores de 23 años, no sujetas a patria potestad, autoridad marital ni tutela. Y en el artículo 84.3 se señalaba como elegibles a aquellas “mujeres cabeza de familia, mientras no pierdan esta condición”. Aunque no llegaron a celebrarse las elecciones municipales previstas para el año siguiente, la renovación de ayuntamientos comenzada en abril de 1924 permitió una mejora en el acceso de las mujeres a las instituciones, siendo varias las que obtuvieron el cargo de concejalas e, incluso, de alcaldesas. Posteriormente, ya en la etapa del Directorio civil de Primo de Rivera, quince mujeres accederían a la representación nacional, ocupando escaños en la Asamblea Nacional Consultiva.

### Las primeras concejalas
En 1925 fueron designadas las primeras concejalas aragonesas en distintos municipios: Concepción Ferrer Aznar en el Ayuntamiento de Borja, y Magdalena Martín Ayuso y Primitiva del Cano Ledesma en el Ayuntamiento de Teruel. Fue esta la época en la que Aurora encauzó su inquietud social hacia la actividad política, por lo que en 1927 se presentó a las elecciones municipales. El 22 de abril de 1927, junto con Vicenta Liria, directora de la Acción Católica de la Mujer y profesora de la Escuela Normal, se convirtió en una de las dos primeras concejalas del Ayuntamiento zaragozano.

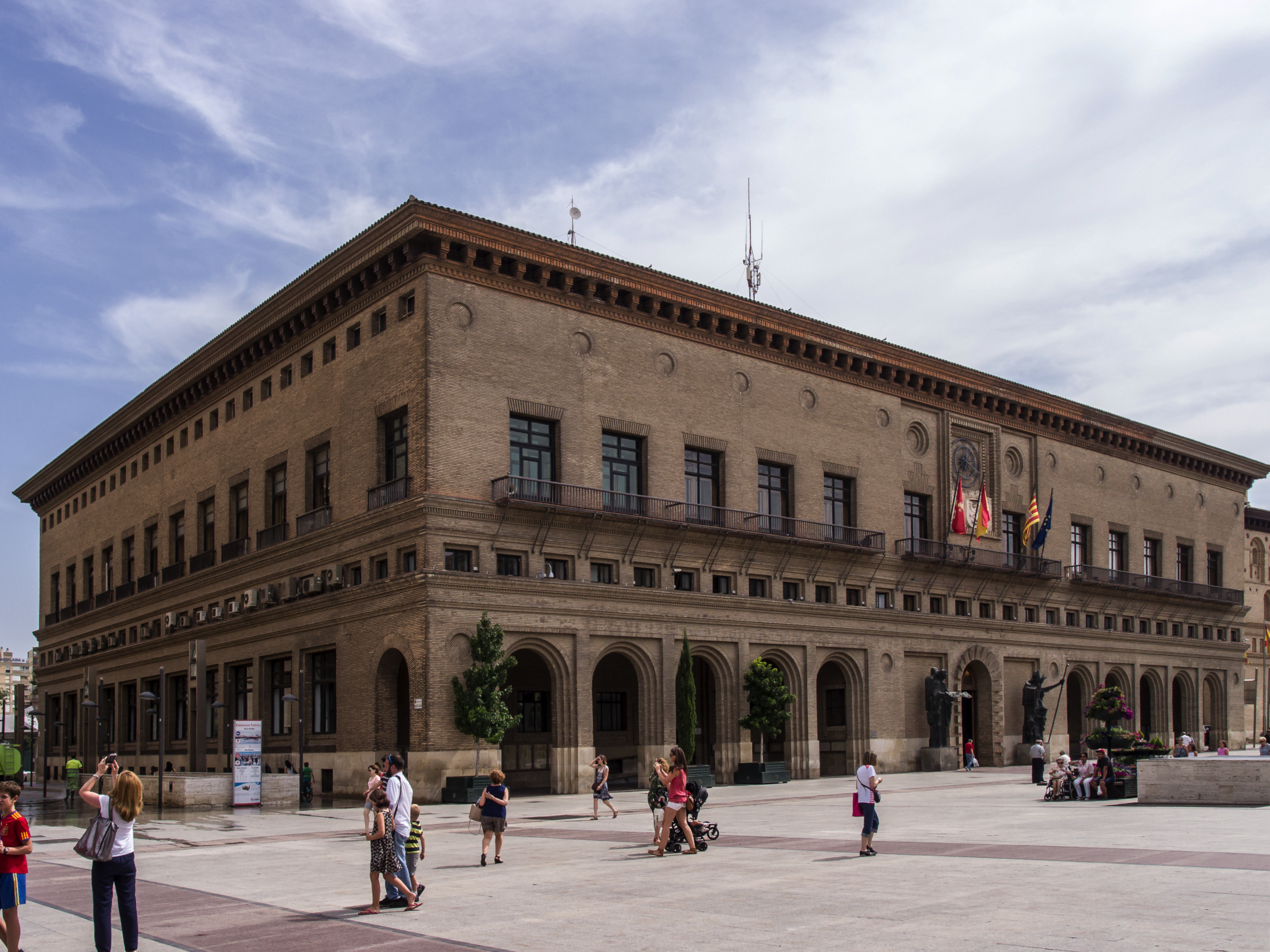
Ayuntamiento de Zaragoza

Las primeras concejalas se caracterizaron por su posición a favor del régimen de Primo de Rivera, puesto que con la promulgación en 1924 del Estatuto Municipal se permitió que llegaran mujeres a las concejalías. Otra de las características comunes era la de su participación en labores propias del catolicismo social en organizaciones como Acción Católica de la Mujer, o en los sindicatos católicos de obreras colaborando en algunas de sus actividades debido a su ejercicio profesional como maestras.

## Reconocimientos
Asociaciones de mujeres reivindicaron en 2015 que mujeres como Aurora Miret y otras muchas  aparezcan en el callejero de la ciudad de Zaragoza. En 2025 aún no estaban representadas.
El Ayuntamiento de Zaragoza publicó entre 2021 y 2022 varios tomos, escritos por Magdalena Lasala, dedicados a mujeres de los ámbitos de la escritura, la docencia, la ciencia y la música. La publicación se enmarca en el proyecto Legados de Mujeres Aragonesas coordinado por el Servicio de Igualdad del consistorio zaragozano en el que se da cabida a las figuras de 250 mujeres entre las que se encuentra Aurora Miret Bernad: pedagogas, maestras y educadoras aragonesas de los siglos XIX y XX que con su empeño abrieron camino y contribuyeron a la formación académica de las mujeres.